# Глізаль

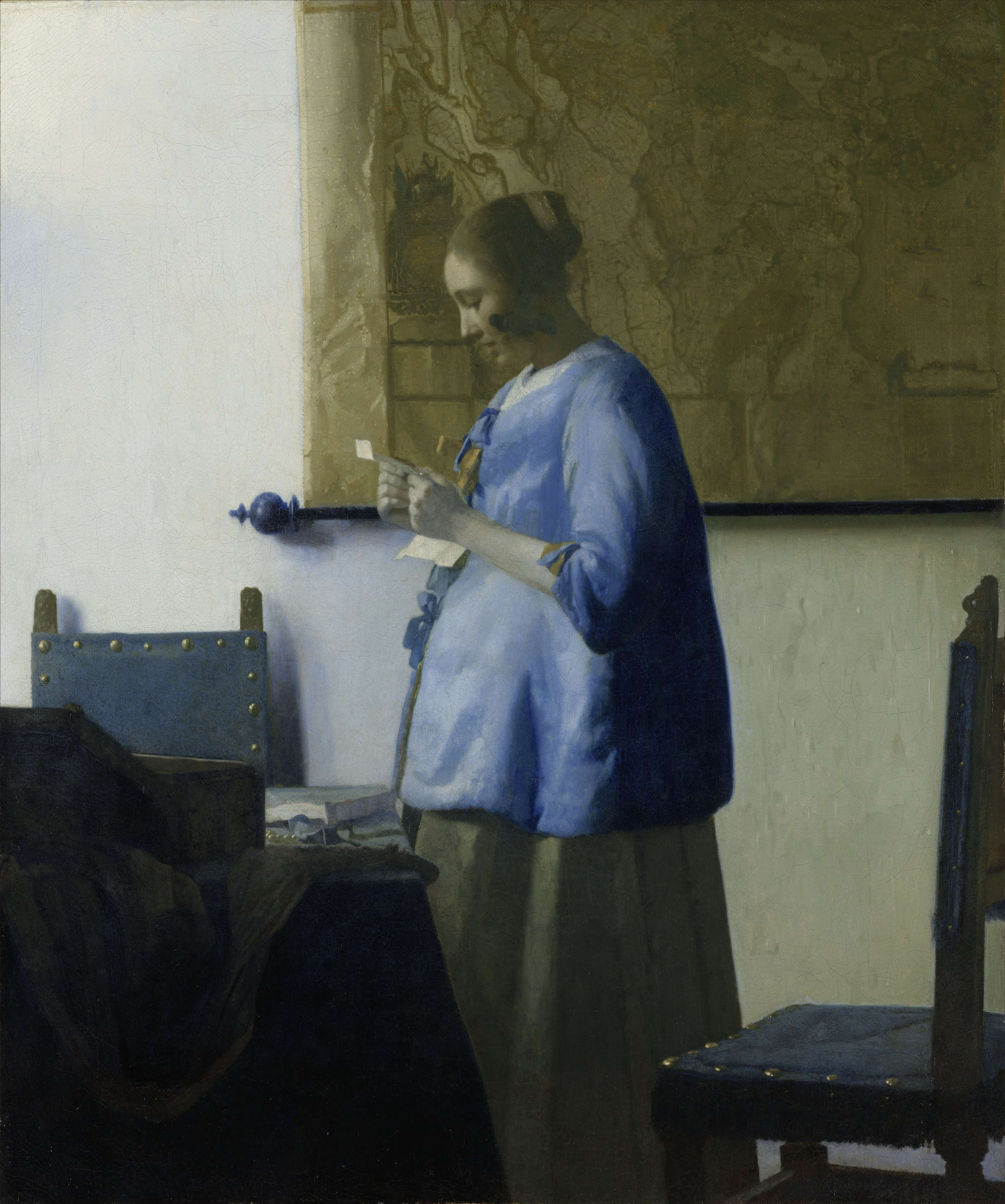
Ян Вермер, «Жінка, що читає листа», 1662—1663 рр. Картина, виконана в техніці глізалю.

Гліза́ль або лесирува́ння — техніка отримання глибоких переливчастих кольорів шляхом нанесення напівпрозорих фарб поверх основного кольору. Техніка широко використовується як в станковому живописі, так і при оформленні інтер'єрів та екстер'єрів, а так само при розписі мініатюр і стендовому моделюванні. Лесирувальними називаються спеціальні напівпрозорі фарби, що використовуються в будівництві та промисловому дизайні.

## Виконання
Для лесирування потрібні напівпрозорі фарби: спеціальні чи саморобні, розведені олією.
Лесирування є класичною технікою при малюванні аквареллю, де потрібно, щоб наступний шар фарби наносився після того, як висохне попередній. Олійні фарби сохнуть довше, проте, лесируванням можна отримати кольори, які не досягаються простим змішуванням на палітрі. Оскільки прозорі шари фарби відбивають світло і пропускають його крізь себе, відбувається не фізичне, а оптичне змішування кольорів. Якщо картина вже закінчена, але контрасти надто різкі, лесируванням можливо гармонізувати кольори. При лесируванні допускається використання різних видів фарб. Наприклад, на картину, виконану темперою, наноситься тонкий шар олійної фарби.

## Історія
Техніка лесирування виникла на півночі Європи. Її появі сприяли два фактори: вологий холодний клімат і брак деяких барвників. Через кліматичні умови олійні фарби довго висихали, тому було раціонально наносити їх тоншими шарами, що сохнуть швидше. Художники вдавалися до лесирування також з метою створити на картинах кольори, які не досягалися фізичним змішуванням. Наприклад, фіолетовий, зелений і помаранчевий кольори високої насиченості були рідкісними та нестабільними. Так, яскравий фіолетовий колір потрібно було виготовляти, наклавши синій поверх червоного, або навпаки. Основними пігментами, використовуваними для глазурування, були марена, кармін, натуральний ультрамарин, вердигрис, різні органічні жовті лаки та індиго. Художники Північного Відродження та Ян Вермер використовували лесирування дуже вибірково на окремих зонах своїх творів, щоб привернути до них увагу глядачів. Відомі приклади картин, створених у цій техніці: «Жінка, що читає листа» й «Молочниця» Вермера, де чорно-біла основа вкрита тонким шаром лазуриту.